# Cours par correspondance
Pour un article plus général, voir Formation à distance.
 (juin 2023).
La mise en forme du texte ne suit pas les recommandations de Wikipédia : il faut le « wikifier ».
Les points d'amélioration suivants sont les cas les plus fréquents. Le détail des points à revoir est peut-être précisé sur la page de discussion.
- Les titres sont pré-formatés par le logiciel. Ils ne sont ni en capitales, ni en gras.
- Le texte ne doit pas être écrit en capitales (les noms de famille non plus), ni en gras, ni en italique, ni en « petit »…
- Le gras n'est utilisé que pour surligner le titre de l'article dans l'introduction, une seule fois.
- L'italique est rarement utilisé : mots en langue étrangère, titres d'œuvres, noms de bateaux, etc.
- Les citations ne sont pas en italique mais en corps de texte normal. Elles sont entourées par des guillemets français : « et ».
- Les listes à puces sont à éviter, des paragraphes rédigés étant largement préférés. Les tableaux sont à réserver à la présentation de données structurées (résultats, etc.).
- Les appels de note de bas de page (petits chiffres en exposant, introduits par l'outil «  Source ») sont à placer entre la fin de phrase et le point final[comme ça].
- Les liens internes (vers d'autres articles de Wikipédia) sont à choisir avec parcimonie. Créez des liens vers des articles approfondissant le sujet. Les termes génériques sans rapport avec le sujet sont à éviter, ainsi que les répétitions de liens vers un même terme.
- Les liens externes sont à placer uniquement dans une section « Liens externes », à la fin de l'article. Ces liens sont à choisir avec parcimonie suivant les règles définies. Si un lien sert de source à l'article, son insertion dans le texte est à faire par les notes de bas de page.
- La présentation des références doit suivre les conventions bibliographiques. Il est recommandé d'utiliser les modèles {{Ouvrage}}, {{Chapitre}}, {{Article}}, {{Lien web}} et/ou {{Bibliographie}}. Le mode d'édition visuel peut mettre en forme automatiquement les références.
- Insérer une infobox (cadre d'informations à droite) n'est pas obligatoire pour parachever la mise en page.

Pour une aide détaillée, merci de consulter Aide:Wikification.
Si vous pensez que ces points ont été résolus, vous pouvez retirer ce bandeau et améliorer la mise en forme d'un autre article.
Les cours par correspondance sont une forme d'instruction, caractérisée par un enseignement dispensé à distance par un établissement et ses professeurs, via des cours, à l'élève. Parfois, le professeur et l'apprenant ne sont en contact que par le biais de l'échange des devoirs ou d'un tutorat. Dans certains cas, on parle aussi de télé-enseignement.
En France, les opérateurs privés ont été les premiers à s'intéresser à ce marché. Mais depuis la Seconde Guerre mondiale, l'Éducation nationale reste la référence en la matière par l'intermédiaire du Cned. D'autres organismes particuliers reconnus délivrent des cours par correspondance, comme le Centre européen de formation ou encore le CNFDI.

## Histoire
Les cours par correspondance constituent la première forme d'enseignement à distance de l'histoire. Son origine remonte probablement à l'art de l'écriture lui-même. En effet, comme le souligne Börje Holmberg, l’envoi de lettres à portée éducative est constaté depuis longtemps : « Dans les lettres de Saint Paul, on retrouve des références d’échanges [« feedback »] des messagers de congrégations auxquels il écrivait (Titus in II. Corinthians 7, Timothy in I. Thessalonians 3 etc.). Des choses similaires s’appliquent à d’autres types d’éducation par lettre, par exemple l’instruction religieuse donnée par Gerhard Tersteegen aux Pays-bas et en Allemagne dans la première moitié du XVIIIe siècle, et les lettres de Madame de Sévigné à sa fille ».
Les premières mentions d'une éducation par correspondance systématisée remontent au XVIIIe siècle, au travers de publicités comme celles parues dans le Boston Gazette, le 20 mars 1728, par un certain Caleb Phillips, proposant des cours de sténographie par envoi postal : « Personnes dans le Pays désireuses d’Apprendre cet Art peuvent, en recevant plusieurs Leçons envoyées chaque Semaine pour elles, être aussi parfaitement instruites que celles vivant à Boston » ; ou le Lunds Weckoblad no 30, le journal hebdomadaire de la Swedish University City of Lund en 1833 : « Mesdames et Messieurs, opportunités d’étudier la Composition par le biais du service Postal ». 
La première forme systématisée de cours par correspondance apparait en 1840, à Londres, Angleterre. Cette année là, Isaac Pitman (1813-1897) alors professeur d’anglais, enseigne sa méthode de sténographie connue sous le nom de « Méthode Pitman » par envoi postal. Il propose aux personnes apprenantes de retranscrire certains passages de la Bible sous forme sténographique, et envoyer ensuite leur travail en retour afin qu’il soit corrigé. En 1843, cette méthode alliant l’étude des Écritures et la sténographie sera dispensée au travers de la Phonographic Correspondence Society, qui deviendra plus tard le Sir Isaac Pitman Correspondence College. 

### L’invention du timbre-poste comme point de départ
Le développement des cours par correspondance à ce moment et endroit précis du globe est indissociable de l’invention du premier timbre poste de l’histoire. Mis en circulation le 6 mai 1840 en Angleterre, le « One Penny Black » va complètement révolutionner le système postal anglais, avant de se développer par la suite en Europe et dans le monde. 
En effet, le précédent système postal comporte des limites structurelles fortes  : les frais d’envoi très onéreux sont à la charge du destinataire. De ce fait, beaucoup refusent les lettres. En 1836, Sir Rowland Hill (1795-1879) « propose au gouvernement anglais la perception de la taxe de transport au départ des correspondances. ». À la suite de la réforme Rowland Hill (1839), les frais sont abaissés et réglés par l’expéditeur. L’invention du timbre renforce la fiabilité du système postal : « Avant cette invention, on n’était jamais sûr qu’un courrier arrive à son destinataire, puisque ce dernier devait payer pour pouvoir le lire. L’invention du timbre- poste renverse totalement cette logique : c’est l’expéditeur qui règle les frais ; le destinataire n’a plus à payer et il est sûr de recevoir. ». L’invention du timbre-poste, en garantissant la fiabilité des échanges par voie postale, rend possible l’émergence d’un mode de transmission des savoirs basé sur le courrier. Autrement dit, il rend possible l’émergence des cours par correspondance comme forme systématisée d'enseignement à distance.
La réforme postale anglaise « connaît un succès retentissant et incite les autres pays à adopter à leur tour cet usage qui se révèle si pratique. ». À partir de là, les cours par correspondance vont se multiplier un peu partout en Europe et dans le monde. En Allemagne, où le premier timbre apparait le 1er novembre 1849 (le « Un kreuzer noir de Bavière »), l’Institut d’enseignement des langues par le courrier est lancé à Berlin en 1856 par Toussaint (1813-1877) et Langenscheidt (1832-1897). L’École Hermods de comptabilité et de langues est fondée en 1898 à Stockholm et l’Université de Queensland (Australie) s’engage dans l’enseignement à distance en 1911. En France, l’École Pigier (1877), les « Cours Hattemer » (1885), « L’École chez Soi » (1881) et l’École Universelle (1907) apparaissent successivement. Cette forme d’enseignement à distance se développe moins rapidement en France qu’ailleurs. L’École Hermods à Malmö en Suède compte déjà plus d’étudiants dix ans après sa création en 1898 que n’ont ensemble les structures françaises (Pigier, Hattemer, École Chez soi et l’École Universelle) et comptera jusqu'à plus de 150 000 étudiants par an.
À la suite de ces initiatives, plusieurs collèges privés par correspondance voient le jour comme Skerry's College (en) en Écosse ou Foulkes-Lynch and Company en Angleterre. Mais c'est surtout en Australie et aux États-Unis que l'enseignement à distance, confronté aux difficultés générées par l'immensité des territoires, va s'institutionnaliser et s'imposer comme un enseignement alternatif. En Australie, dès 1911, l'université du Queensland et l'université Deakin adoptent la formule mixte : enseignements sur le campus doublés de cours par correspondance pour les étudiants les plus éloignés. Dans le même temps, W.A. Grundy lance l'enseignement technique par correspondance.
Aux États-Unis, dans les années 1880, des étudiants se regroupent pour concevoir des cours à distance. En 1891, Thomas J. Foster, propriétaire d'un journal en Pennsylvanie, fait rédiger une brochure sur la sécurité dans les mines. Cette brochure est à l'origine des écoles internationales par correspondance de Scranton.
Organismes commerciaux et universités traditionnelles lancent de leur côté les premières universités ouvertes : l'université du Wisconsin décide l'extension de ses cours par correspondance en 1891 et l'année suivante, le président de l'université de Chicago William R. Harper crée une section spécifique d'enseignement à distance.

### À destination d'un public éloigné de l'enseignement classique
Le développement des services postaux suit et exprime la demande et les besoins des usagers. En effet, les cours par correspondance s’adressaient à l’origine à des catégories sociales éloignées de l’enseignement classique, comme les femmes ou les ouvriers. Historiquement, ce mode d’étude a été envisagé pour lutter contre les inégalités sociales. Bien que les premières écoles par correspondance soient des initiatives privées poursuivant une certaine rentabilité économique, « des finalités moins mercantiles sous-tendaient cette innovation : permettre à chacun d’accéder au savoir, quel que soit son lieu d’habitation, dans un but de promotion sociale et d’égalité des chances. ».  
La toute première école américaine créée par Anna Ticknor en 1873, la « Society to Encourage Studies at Home » aboutit à l’instruction de plus de 10 000 membres sur une période de 24 ans. Son intention était d’offrir de nouvelles opportunités pour les femmes de toutes classes sociales : « Bien que le programme scolaire reflétait « l’orientation classique », il est intéressant de constater que la plupart des étudiants étaient des femmes, une clientèle qui commençait seulement à demander l’accès à l’enseignement supérieur. ». Pour l’institution Hermods devenue l’une des plus influentes dans le monde au cours des années 60-70, les cours par correspondance « répondent à un besoin important. Ils donnent l’opportunité à chacun de s’éduquer soi-même ; ils donnent à des jeunes hommes et femmes inquiets de leur avenir, une opportunité d’atteindre une indépendance et aux personnes en difficulté la possibilité de travailler à s’émanciper de la pauvreté. ». 
En 1971, à une époque où l’accès à l’université est extrêmement restreint, le gouvernement travailliste lance l’Open University britannique, une université où l’on peut suivre des formations à distance « sans pré-requis, sans diplômes initiaux. » .  Le gouvernement voit dans cette institution le moyen de donner accès à l’université aux classes défavorisées : « La référence en matière d’université ouverte à distance est incontestablement l’Open University britannique. Fondée par Charte Royale en 1969, c’est une institution indépendante et autonome, habilitée à délivrer ses propres diplômes. Son public essentiel est encore celui de la seconde chance, c’est-à-dire ceux qui sont déjà plongés dans le monde du travail et souhaitent poursuivre leurs études ». 
Les cours par correspondance ont donc une dimension sociale, s'adressant aux besoins de personnes « n’appartenant pas à l’élite et n’ayant pas les moyens de suivre des études à temps plein au sein d’une institution éducative ». 

### À l’initiative du secteur privé
Les cours par correspondance ont été en grande partie initiés par le secteur privé, souvent en réponse à des besoins sociaux non couverts par l’Éducation nationale. Ils sont à l’origine destinés aux adultes, probablement pour des raisons commerciales (Glikman, 2002, p.22). Il faudra attendre le début du XXe siècle, soit un demi-siècle plus tard, pour que des cours par correspondance soient destinés aux enfants. Cela sera le cas au travers de la Calvert School, école expérimentale privée de Baltimore créée en 1905 aux États-Unis.
L’Université de Londres est la première à proposer un cursus diplômant par correspondance, en 1858, au travers de son External Program. Le contexte anglais est propice au développement des études par correspondance. Depuis 1836, l’Université de Londres fonctionne comme un institut d’examen, ce qui signifie qu’il peut corriger et délivrer des certifications sans pour autant que les examinés soient de l’école. Cette fonction : « a joué un rôle important dans le développement de l’éducation à distance, dans la mesure où il rendait possible à des apprenants formés par des organisations sans pouvoir d’examens, les écoles par correspondance par exemple, d’acquérir des diplômes universitaires. ». 
L’enseignement public par correspondance apparait tardivement dans l’Hexagone en comparaison de l’Angleterre ou des États-Unis. Chez ces derniers, un cours par correspondance est dispensé par l’université de l’Illinois à 10 000 étudiantes entre 1873 et 1898 et le premier diplôme d’un cursus entièrement à distance est décerné par le Chautauqua College of Liberal Arts de l’État de New York entre 1883 et 1891. 
Il faudra attendre la Seconde Guerre mondiale pour que l’enseignement public par correspondance (primaire supérieur, secondaire et post-secondaire) apparaisse en France en réponse aux nombreux enfants réfugiés à la suite de l’occupation allemande. C’est le Musée Pédagogique (Blandin, 2004 ou 1999) qui est chargé de cette mission et cette période de crise est l’occasion pour l’État de reprendre en main des dispositifs auparavant privés (Blandin, 1999). En 1944, ce qui était au départ un « Service d’enseignement à distance » deviendra le CNEC (Centre national d’enseignement par correspondance) puis, après plusieurs changements de nom, le CNED en 1986 (Centre National d’Enseignement à Distance). Celui-ci se compose de huit instituts se répartissant les différents domaines de formation (préparation aux concours, enseignements supérieurs, formations de bases, économie-gestion…).
En 1949, le CNAM dispense un enseignement à distance en comptabilité dès 1949 au travers de l’un de ses instituts, l’INTEC . La particularité du CNED par rapport aux établissements étrangers est le fait qu’il ne délivre pas de diplômes spécifiques, mais prépare « aux examens et concours nationaux ou à ceux des universités avec lesquelles il collabore ». Le CNED a passé des accords avec les instances représentatives des établissements d’enseignement supérieur et avec la FIED (Fédération Inter-universitaire de l’enseignement à distance). Depuis 2005, il possède le statut de service public d’enseignement à distance. 
Pour Glikman (p.153), les nouvelles technologies de l'information et de la communication ont souvent joué le rôle de « rampe de lancement ». Dès qu’une nouvelle technologie permettait de faciliter les échanges, elle était introduite pour enrichir l’enseignement à distance,.

## En France

### Avant 1939
À la fin du XIXe siècle, prolifèrent des organismes ou des officines, toutes d'initiative privée. Plus ou moins honnêtes et sérieuses, elles proposent à des publics animés par le besoin d'instruction des cours de soutien ou des formations préparatoires à des examens et concours nationaux, qu'ils soient administratifs, professionnels ou techniques. Les pouvoirs publics reconnaissent d'ailleurs par une série de décrets la validité de ces préparations et annoncent ainsi un avenir parfois difficile entre opérateurs publics et privés. 
En 1864, l'éditeur Hetzel crée le « magasin d'éducation et de récréation », voulue comme une encyclopédie de l'enfance, instructive et divertissante. Y collaborèrent notamment Jules Verne, Jean Macé et Hector Malot. On retrouvera ce souci de former avec Le Tour de la France par deux enfants de G. Bruno un livre de lecture courante pour le cours moyen, best-seller de l'école républicaine, qui inspirera longtemps les méthodes d'apprentissage de la lecture au Cned.
Les éditeurs de publications pour la jeunesse marquent ainsi leur intérêt pour l'éducation et la formation de leurs publics, évolution qui conduira certains d'entre eux (Bordas, Éditions de l'École) à proposer plus tard un véritable enseignement à distance. Le pionnier de cette évolution fut Camille Flammarion qui dès 1865, envoyait par la poste des boites de vues fixes (sur plaque de verre) complétées de documents pédagogiques. 
Pour répondre par correspondance ou « à domicile » à la croissance rapide de la demande de formations, des entreprises de service voient le jour : Émile Pigier fonde l'école qui portera son nom en 1877 ; le premier cours par correspondance, le Cours Hattemer, est créé en France en 1885 ; en 1891, Léon Eyrolles fonde l'École spéciale des travaux publics du bâtiment et de l'industrie puis ouvre la première école française d'enseignement technique par correspondance, L'École chez soi, futures Éditions Eyrolles ; en 1894, la Préparation Francis Lefebvre propose un entrainement par correspondance aux concours de recrutement des personnels de l'administration du ministère de l'instruction publique. 
À la veille de la Première Guerre mondiale, apparaissent des cours inspirés des formules rodées à l'étranger, plus soucieuses souvent de rentabilité financière que de sérieux pédagogique. Ces cours vont se multiplier au fil des années, sacrifiant aux clichés de la réussite sociale, entretenant l'illusion de formations aussi faciles qu'efficaces, faisant miroiter des succès foudroyants. 
À partir de 1920, les organismes de cours par correspondance se consacrent prioritairement au soutien scolaire. En réponse à des demandes lucratives, se livrant entre eux à une âpre concurrence, ils proposent aux élèves qui sont d'abord des clients des services de plus en plus diversifiés. 
Cet enseignement recherché par un public de plus en plus nombreux reste l'apanage du secteur privé et se heurte à l'indifférence des pédagogues jusqu'en 1939, l'ouverture des hostilités mettant fin cette situation. En septembre 1939, la guerre est déclarée, les pouvoirs publics créent dans la précipitation et à titre provisoire un service d'enseignement par correspondance et radio. C'est l'acte de naissance du Cned.

### Seconde Guerre mondiale
L'année scolaire 1939-1940 s'ouvre au moment précis où la France entre en guerre, la situation s'annonce vite confuse et une succession d'événements conduit le gouvernement à instituer un Service d'enseignement par correspondance. 
Dès septembre, les populations civiles évacuent les régions de l'est. Des dizaines de milliers de jeunes, réfugiés au sud, sont à scolariser, venant alourdir les difficultés de gestion des effectifs scolaires : en effet dans le secondaire, ceux-ci doublent entre 1929 et 1939 passant de 10 848 garçons en sixième à 19 967).
Priorité est donnée aux élèves des « lycées et collèges classiques et modernes », selon l'appellation d'alors. 
De nombreux établissements d'enseignement sont par ailleurs utilisés à d'autres usages par les autorités militaires, lesquelles ont mobilisé la plupart des enseignants : en 1940, ceux-ci représentent la moitié des officiers de réserve de l'armée française alors que la portion des maîtres ne dépassait pas 10 % des effectifs de l'encadrement en 1914. 
Autre raison qui pousse les pouvoirs publics à ne plus laisser l'enseignement par correspondance à la seule initiative privée : les succès, variables sans doute mais bien réels et connus, de l'enseignement à distance en France même et à l'étranger. 
Le ministre de l'éducation nationale Yvon Delbos et son homologue des finances, Paul Reynaud, obtiennent rapidement du président de la République Albert Lebrun que soit créé un enseignement par correspondance officiel. Après avoir fait remarquer que les circonstances interdisent des conditions de scolarisation normales et qu'il convient de « créer, pendant la durée des hostilités, un enseignement par correspondance qui suivra les mêmes programmes, les mêmes méthodes et sera donné par les mêmes maîtres que dans les établissements publics », les deux ministres estiment nécessaire « l'emploi d'un personnel de manipulation et d'un matériel spécial ». À cette fin ils obtiennent que soit signé le 2 décembre 1939 le décret portant création d'une structure nationale d'enseignement par correspondance. 
Présenté comme une création  temporaire, ce service pallie mal les interruptions ou restrictions apportées du fait de la guerre aux études des élèves et les moyens accordés sont insuffisants. L'équilibre financier est prévu par la perception de droits trimestriels. Il semble que 900 inscrits fussent en fait enregistrés en 1940, à cause sans doute de l'impossibilité technique, matérielle et humaine de satisfaire les demandes. Impossibilité aggravée par les événements : la débâcle, l'exode, la partition de la France en zones occupée et libre bouleversent le fonctionnement du service et imposent le bicéphalisme. À la rentrée 1940, un service s'installe à Paris dans les locaux de la guilde franco-britannique au 6 rue de la Sorbonne, un autre à Clermont-Ferrand. pour des raisons de fonctionnement administratif, le premier est rattaché au lycée Saint-Louis, le second au lycée Blaise Pascal. 
Prenant acte de la situation créée par quatre années de guerre, le président du Conseil Pierre Laval signe le 30 mai 1944 un décret instituant, toujours à titre provisoire un Centre national d'enseignement par correspondance (CNEPC). Celui-ci bénéficie du régime administratif et financier d'un lycée et a son siège à Paris tout en étant autorisé à installer dans les régions une ou plusieurs annexes. 
Les nouvelles autorités de la République qui entrent en fonction en septembre 1944 ne modifient pas ces dispositions : il est décidé le 12 septembre de supprimer les deux services créés fin 1940 et de valider l'institution du CNEPC. Il n'est plus alors question de « création temporaire », la croissance de la demande en enseignement par correspondance (1 413 inscriptions sont acceptées à la rentrée de 1944), les difficultés de remise en route du système éducatif national, l'arrivée massive d'élèves et d'adultes victimes d'une guerre qui, pour la première fois, a frappé les populations civiles plus encore que les populations engagées sont autant d'éléments qui légitiment un dispositif d'enseignement à distance. Cela oblige les pouvoirs publics à construire ce dispositif peu après l'avoir institué.
En France, les formations à distance sont disponibles via des organismes privés, des universités sur certains diplômes ou encore le Centre national d'enseignement à distance (CNED), un établissement public français spécialisé dans l'enseignement par correspondance.